# Basket Ferentino
O Basket Ferentino é uma agremiação profissional de basquetebol situada na comuna de Ferentino, Lácio, Itália que atualmente disputa a Divisão de Promoção do Lácio (6ª divisão). Vendeu sua vaga na Serie A2 para o Olimpia Cagliari.